# Hồ Wörthsee
Hồ Wörthsee là một hồ ở huyện Starnberg  thuộc bang Bayern, Đức. Đây là một trong 5 hồ của vùng Fünfseenland, là những tàn tích còn lại của một hồ băng lớn.

## Vị trí
Hồ Wörthsee tọa lạc ở phía đông của hồ  Ammersee và phía tây nam của thành phố München. Hồ chủ yếu nằm trong các xã Inning am Ammersee và Wörthsee, nhưng một phần nhỏ nằm trong xã Seefeld.  Wörthsee, Ammersee, Starnberger See, Pilsensee và Weßlinger See là  năm hồ nằm gần nhau, từ đó có cái tên Fünfseenland (vùng đất ngũ hồ). Hồ Wörthsee là hồ lớn thứ ba trong số 5 hồ này. 

## Thủy văn
Hồ có chiều dài 3,7 nhân 1,6 kilômét (2,30 nhân 0,99 mi), diện tích của nó như vậy là 4,3 kilômét vuông (1,7 dặm vuông Anh) và độ sâu tối đa 34 mét (112 ft). Nó nằm ở độ cao trung bình là 560,4 mét (1.839 ft) trên mực nước biển.  Diện tích lưu vực là 26,35 kilômét vuông (10,17 dặm vuông Anh). Hồ phần lớn được cung cấp bởi nước ngầm và chỉ xả 0,3 mét khối (11 ft khối) mỗi giây. 

## Đảo
Hồ được đặt theo tên của đảo Wörth, nằm ở trong hồ về phía tây, trước đây có nghĩa là đảo. Hòn đảo này thường được gọi trong dân gian là Mausinsel (Đảo chuột).  Tên này xuất phát từ một truyền thuyết cũ. Nhiều năm trước, một vị bá tước giàu có nhưng lòng dạ chai đá sở hữu hòn đảo này. Trong thời kỳ có nạn đói, một số nông dân đến xin ông thức ăn. Ông ta lại nhốt họ vào một nhà kho, rồi ra lệnh cho những người hầu châm lửa. Khi tiếng rên siết của những người nông dân đang hấp hối tắt dần đi, vị bá tước nói "các người có nghe tiếng rên rỉ của các con chuột. Chẳng bao lâu nhữngcon sâu bọ này sẽ bị tiêu diệt." Bá tước quay trở lại lâu đài của mình, nơi bị một bầy chuột xâm chiếm, thậm chí còn ăn trộm thức ăn trong đĩa của ông. Ông ta chạy trốn đến hòn đảo, nhưng chúng đuổi theo ông ta đến đó và ăn tươi nuốt sốngông ta. Sau đó chúng biến mất. 
Hòn đảo này hiện vẫn thuộc sở hữu tư nhân và công chúng không thể vào được. Trên đảo này có tòa nhà Wörthschlössl, có từ năm 1146, và nhà nguyện St. Simpert. Dinh thự trước đây được Bá tước Toerring sử dụng làm chỗ cư trú của mình vào mùa hè. 

## Sinh hoạt
Bờ hồ được xây cất phần lớn khiến việc tiếp cận hồ rất khó khăn. Có năm điểm xung quanh hồ mà những người xuống nước có thể đi  xuống. Hồ được cho là một trong những hồ nước sạch sẽ và ấm áp nhất ở Bayern. Nhà hàng Augustiner am Worthsee có sân hiên trên bờ hồ. 

## Hình ảnh

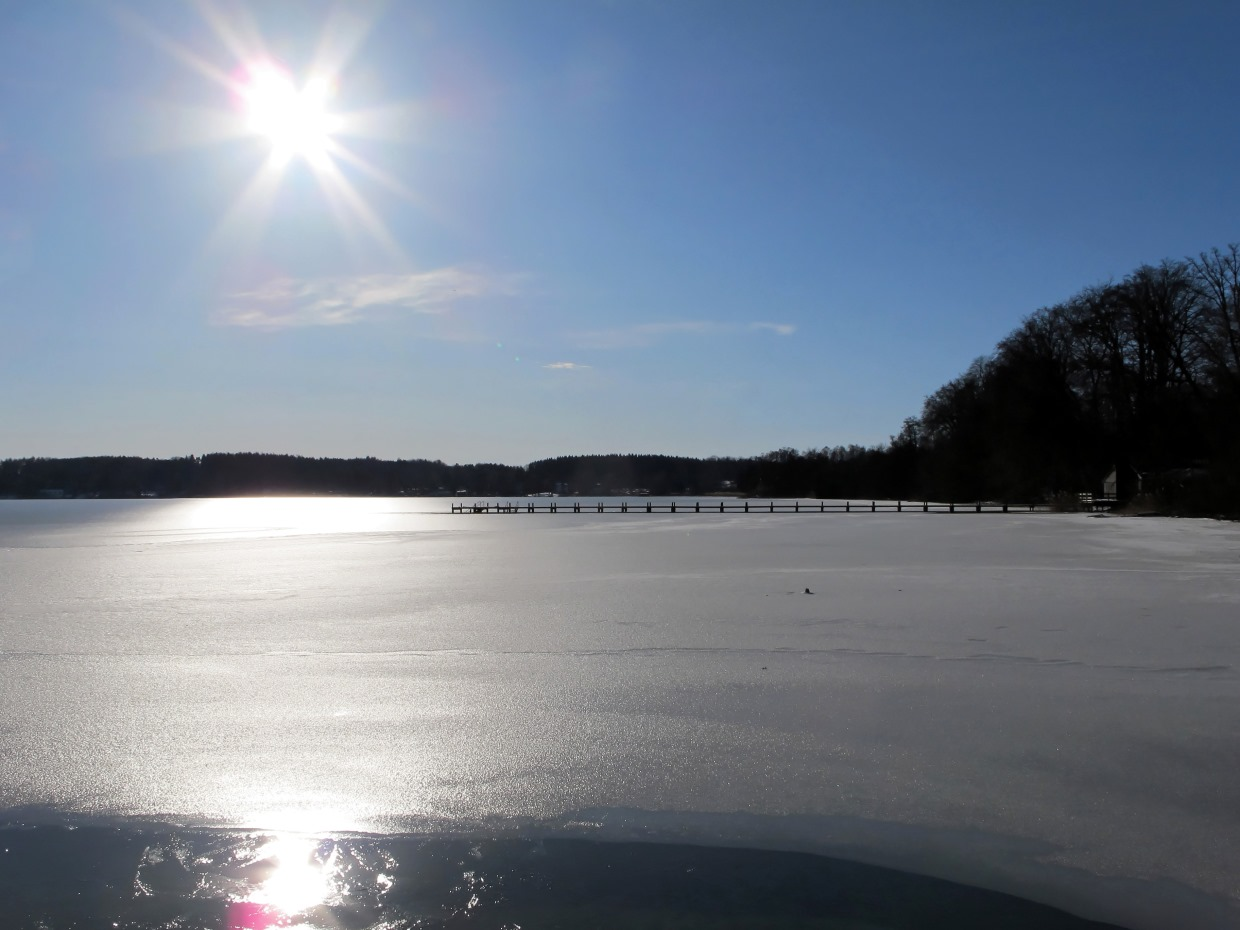
Hồ Wörthsee tại Oberndorf vào mùa đông
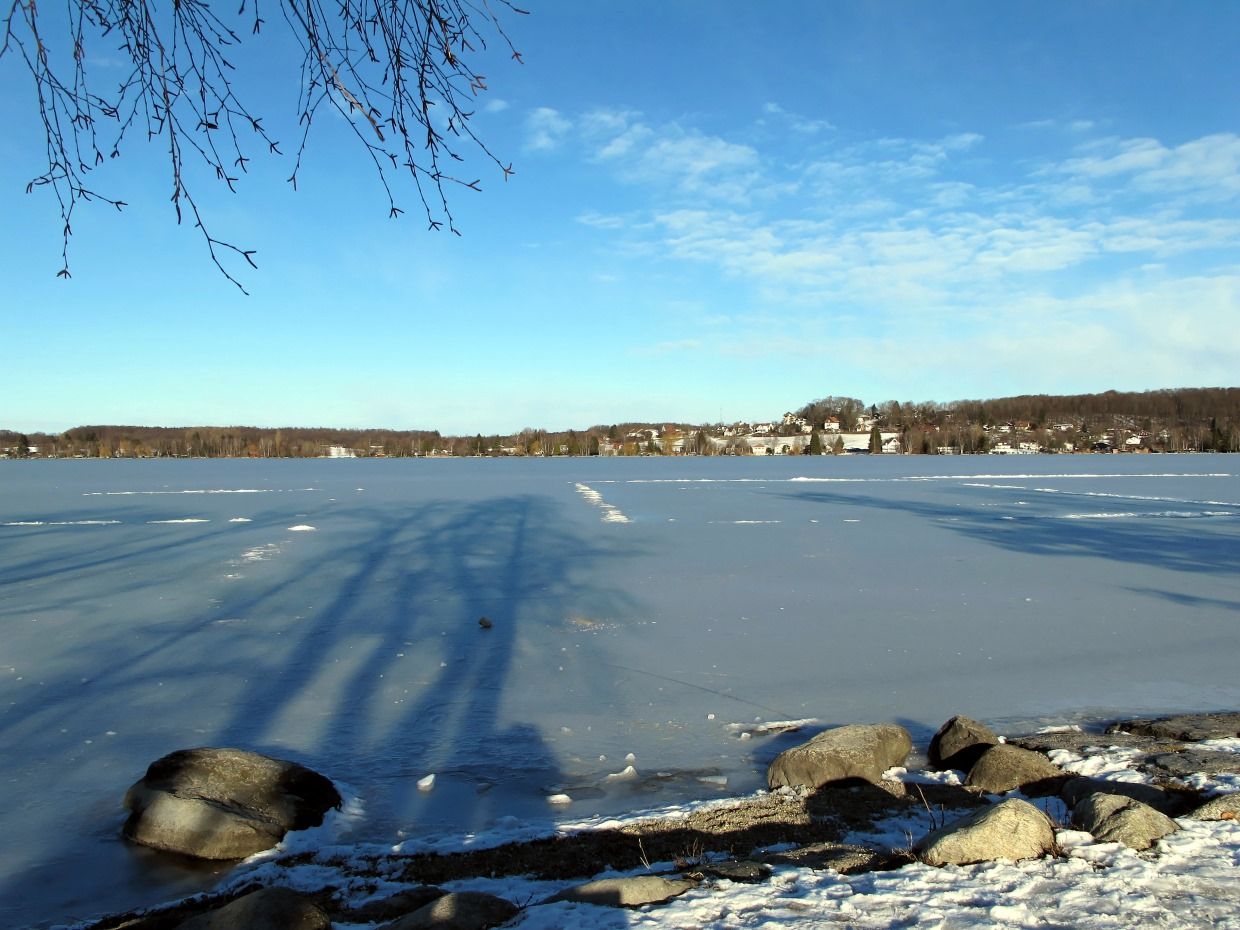
Cảnh nhìn sang hướng tây bắc ngang hồ từ làng Steinebach
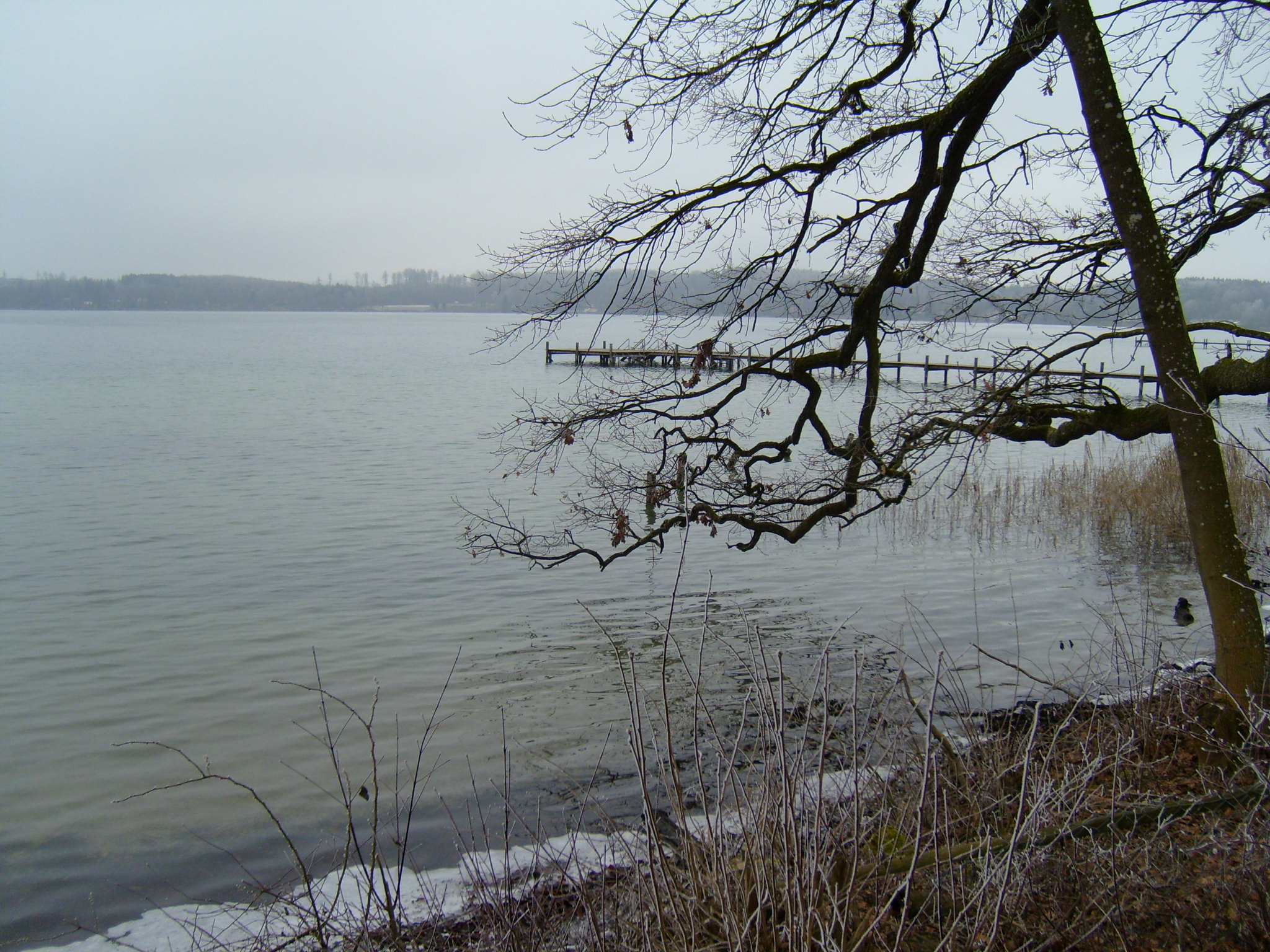